# Vosdonk
Vosdonk is een groot bedrijventerrein in de gemeente Etten-Leur. Het bevindt zich ten westen van de kom van Etten, ten zuiden van de spoorlijn naar Roosendaal. Het is een van de eerste naoorlogse regionale bedrijventerreinen van Nederland.
Door het Ministerie van EZ werd Etten-Leur al in 1953, en ook in 1959 en 1967, genoemd als een belangrijke ontwikkelingskern. Dit leidde tot een premieregeling die ten doel had om de industrievestiging te stimuleren en daarmee de werkgelegenheid te bevorderen.
In 1951 begon men met de aanleg, onder de naam Etten I, het huidige Vosdonk Noord. Hier vestigden zich onder meer de volgende industriebedrijven:
- Papierfabriek "Superieur, Van Voorden & De Hoog"
- Schewil Vlasvezel Bouwplatenfabriek
- Tomado, tegenwoordig is hier Delair gevestigd.

Hiermee was het terrein, tegen de verwachting in, reeds geheel vol in 1954, en werd het uitgebreid tot een oppervlakte van 50 ha. Dit terrein was in 1960 geheel uitgegeven.
In 1960 werd begonnen met het bedrijventerrein Etten II, een gebied van 25 ha. Dit werd vrijwel geheel ingenomen door de glaswol- en glasgarenfabriek Isoverbel, tegenwoordig als Isover een onderdeel van het Franse glasconcern Saint-Gobain. Dit is het meest opvallend zichtbare bedrijf dat zich op het terrein bevindt.
In 1961 werd opnieuw uitgebreid, nu onder de naam Etten III. In 1967 werd een agrarisch waardevol gebied, dat tot dan toe onbebouwd was gebleven, in ontwikkeling genomen onder de naam Etten IV. In hetzelfde jaar werd de naam Etten door Vosdonk vervangen, naar de buurtschappen Hoge Donk en Vossendaal. Vanaf 1968 werd het gebied Vosdonk V, ten noorden van Etten I, ontwikkeld. Zo ontstond een vrijwel aaneengesloten bedrijventerrein met een oppervlakte van 340 ha, waarop zich ruim 320 bedrijven bevinden met in totaal 8.800 arbeidsplaatsen.
Het terrein is bereikbaar per auto en per (goederen-)spoor, maar openbaar vervoer is er zo goed als afwezig. De goederentrein sporen in het gebied zijn nu allang buiten gebruik of verdwenen, net als de aansluiting op de hoofdspoorlijn.